# Мамедов, Талыб Гюршад оглы
Талыб Гюршад оглы Мамедов (азерб. Talıb Gürşad oğlu Məmmədov) (род. ) — азербайджанский военачальник. Глава разведывательного управления МО Азербайджана до 2004 года. Военный атташе Азербайджана в Пакистане с 2004 по 2006 год. Генерал-лейтенант.

## Биография
В 1981 году Мамедов закончил Бакинское высшее общевойсковое командное училище.
Участник Первой карабахской войны. В 1992 — 1993 годах руководил обороной Агдама. После неудачной обороны Агдама был арестован и провёл в заключении несколько месяцев.
В 2004 году в результате трений с руководством страны и неприятия Ильхама Алиева в качестве преемника на посту президента Азербайджана был снят с должности[значимость факта?] и отправлен военным атташе в посольство Азербайджана в Пакистане, после с понижением в должности был переведён в Центр военно-научных исследований министерства обороны. В 2006 году Мамедов был отозван с этой должности и отправлен в отставку.